# NEFCO
Північна екологічна фінансова корпорація, НЕФКО (англ. Nordic Environment Finance Corporation, NEFCO) — організація, створена в 1990 п'ятьма країнами Північної Європи: Данією, Ісландією, Норвегією, Фінляндією і Швецією. Надає фінансову підтримку різним екологічно важливим проектам, головним чином, у країнах Центральної і Східної Європи, включаючи Росію, Білорусь і Україну. Кліматичний напрямок не має регіональних обмежень.
Діяльність НЕФКО координується з головного офісу в Гельсінкі. Пріоритетними напрямками є економічно вигідні проекти скорочення викидів парникових газів, поліпшення стану Балтійського моря, зниження забруднення довкілля токсичними речовинами. В інвестиційному портфелі корпорації сотні малих і середніх проектів хімічної і харчової промисловості, сільського господарства, енергетики, комунального сектору, використання мінеральних ресурсів, обробки металів та інших, пов'язаних з очищенням стічних вод, поводження з відходами, інжинірингом, боротьбою з радіоактивним забрудненням, управління природоохоронною діяльністю, випуском природоохоронного обладнання.
Найважливішими з механізмів фінансування НЕФКО є Інвестиційний фонд, Північний фонд екологічного розвитку, Вуглецевий фонд регіону Балтійського моря TGF і Вуглецевий фонд NeCF, Фонд гарячих точок Баренц-регіону. Корпорація також управляє фондами своїх партнерів, включаючи Європейську комісію і уряди північних країн, які надають фінансові ресурси для реалізації екологічно значущих проектів. Наприклад, широко відома робота НЕФКО як розпорядника коштів Арктичної ради.
Зазвичай НЕФКО безпосередньо співпрацює з підприємствами, які реалізують проекти. У прямих інвестиціях використовуються різні схеми державно-приватного партнерства, комунальні структури. Пільгові кредити надаються підприємствам і компаніям всіх форм власності, що інвестують в пріоритетні напрямки покращення стану довкілля.
Використовуючи розгалужену партнерську мережу, НЕФКО залучає до участі в проектах інші зацікавлені сторони і фінансові інститути. Особливо тісною є взаємодія з Північним інвестиційним банком, в одній будівлі з яким знаходиться її головний офіс. Корпорація також активно працює в рамках двосторонніх екологічних програм.